# 馬爾戈寧
馬爾戈寧是波蘭的城鎮，位於該國西北部，由大波蘭省負責管轄，面積5.15平方公里，2006年人口2,956。在第一次瓜分波蘭中，該鎮被納入普魯士王國管治範圍。

## 外部連結
- Official town webpage （页面存档备份，存于）

52°58′N 17°06′E / 52.967°N 17.100°E